# Cosette Harcourt
Germaine Hirschfeld (París, 1900-1976) más conocida bajo el nombre de Cosette Harcourt, fue una fotógrafa especializada en el retrato fotográfico y cofundadora del Estudio Harcourt de París.

## Biografía
Nació en el número 21 de la calle Condorcet de París. Era hija de Percy Victor Hirschfeld y Sophie Liebman, que eran inmigrantes judíos que se trasladaron a París a finales del siglo XIX. Al iniciarse la Primera Guerra Mundial la familia se refugió en Londres para escapar de la xenofobia alemana. En 1923 Germaine volvió a Francia donde pudo reinventarse una identidad y una nacionalidad como Cosette Harcourt, fotógrafa de nacionalidad inglesa. Adoptó una voz con énfasis británico y demostró una estricta elegancia y un cierto aspecto aristocrático. Mantuvo una cierta ambigüedad sobre sus orígenes y adoptó el nombre Cosette del personaje romántico de la obra Los Miserables de Víctor Hugo;  su apellido Harcourt procede de una ilustre familia normanda de la nobleza feudal.
Durante los años 1930, trabajó como vendedora en diferentes estudios fotográficos parisienses como el Estudio Piaz y después en el Estudio Manuel Hermanos que estaban especializados en el retrato.
Creó en 1933 un estudio de fotografía en el número 11 de la calle Christophe-Colomb en París.
En 1934, se asoció con los hermanos Lacroix, patrones de prensa y Robert Ricci, hijo de Nina Ricci para fundar el Estudio Harcourt.
Se casó con Jacques Lacroix el 3 de agosto de 1940 para tomar su nombre y escapar de los nazis pero la entrada de las tropas alemanas en París arrasa con el acierto de Cosette. Entonces se trasladó a la zona libre de Francia y después a Inglaterra. Con este motivo se nombró director a  Henri Bierley-Lalune hasta que regresó con la Liberación de París. Como habían convenido se divorció de Jacques Lacroix y volvió a ocupar su plaza de directora.
En los años 1950, el Estudio Harcourt conoció su mayor periodo de gloria.
Lacroix compró en 1958 el castillo de Lésigny para su exmujer, la mansión que es probablemente el entorno adecuado a unos deseos aristocráticos reprimidos de Cosette.
Entre su obra se pueden destacar los retratos de Simone Signoret (1957) y Jean Gabin (1948) y sobre todo uno de Édith Piaf en 1950.
Transmitió su estilo en el retrato al Estudio Harcourt hasta su muerte en 1976. Este estilo típico de Harcourt consistía en un retrato tomado a corta distancia, con su mejor iluminación, donde se acostumbraba crear un halo de luces y sombras sobre un fondo entre gris y negro. La actitud del sujeto era personal, a menudo con una leve sonrisa, aunque siempre parece que esta un poco escenificado.